# Операція «Орлині крила»

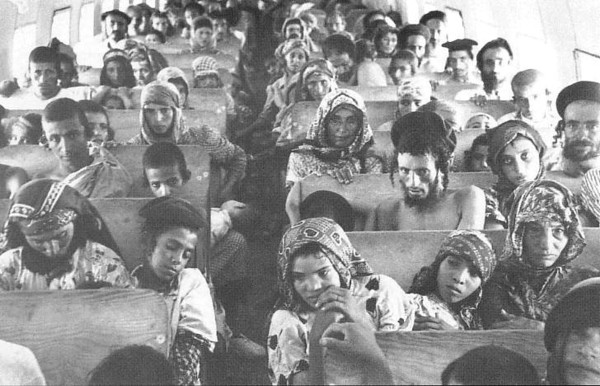
Єменські Євреї на шляху до Ізраїлю з Адену, Ємен

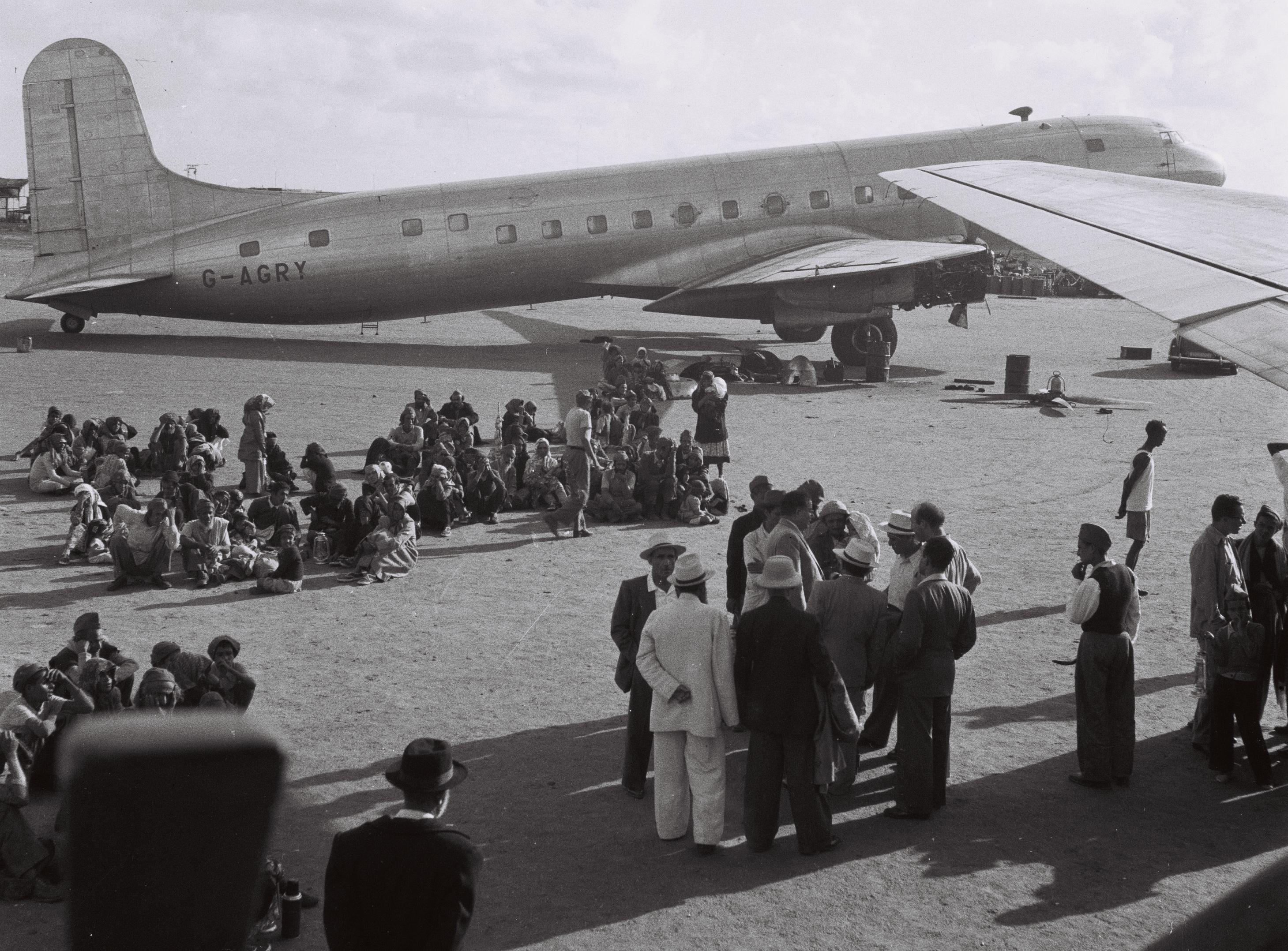
Єменські юдеї перед відправленням

## Операція
Назва операції походить від двох глав Біблії:
- Книга Вихід 19: 4 — «Ви бачили, що я зробив єгиптянам, і як я перевіз тебе на крилах орла, і привів вас до себе».[1]
- Книга Ісаї 40:31 — «Але ті, хто чекає на Господа, відновлять свою силу; вони підіймуться крилами, як орли; вони будуть бігати і не втомлюватися; і вони будуть ходити, але вже не слабкі».

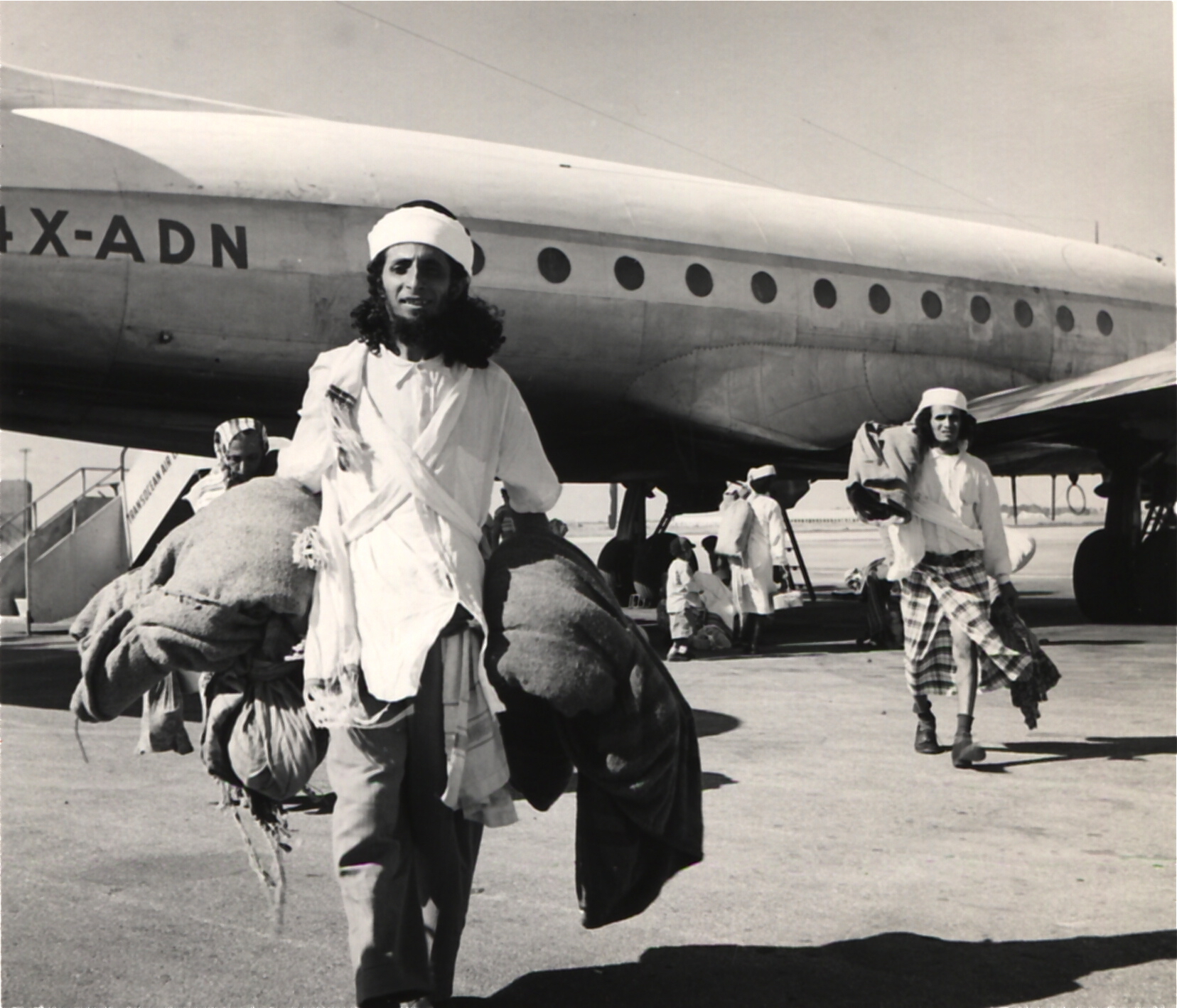
Прибуття євреїв на Батьківщину

На початку червня 1949 до Ізраїлю почали доходити перші новини про стан євреїв у Ємені. Операція затягнулася до 1950 року. У той час переважали єменські євреї які вирушали з контрольованих Британією територій в Аденi.
До операції долучилися американці і важливу роль відігравали британці, що здійснювали перевезення транспортними літаками, які виконали понад 380 перельотів між Ізраєлем та Єменом. Загалом британцями та американцями було перевезено 47 000 євреїв з Ємену, 1500 — з Адену та 500 — з Еритреї та Джибуті. Уся операція проводилися дуже конфіденційно, про неї не повідомляли громадськість, перша інформація була надана лише через кілька місяців після її завершення.
Після завершення операції у репатріантів в Ізраїлі масово викрадали дітей в період з 1948 по 1954 роки для проведення медичних експериментів, а також для передачі сім'ям багатих євреїв з США і Європи, що позбулися своїх дітей в результаті Голокосту.

## Причини переселення
Естер Мейр-Гліценштайн
 стверджує, що таємна змова між Ізраїлем та імамом Ємену «надзвичайно виграла від переселення.
Пішли звинувачення на єврейську спільноту» це спричинило до успішної та конфіденційної операції, за яку був піднятий великий шум.
 Реувен Ахроні та Тудор Парфітт стверджують, що економічні мотиви також відігравали важливу роль у масовій еміграції єменських євреїв, що відбувалася і до 1948 року.
Туди Рарфітт в головному акцентує на таких аспектах:
економічні аспекти, традиційно змушували емігрувати і були вони викликані голодом, хворобами, зростаючими політичними переслідуваннями та підвищеною громадською ворожнечею, стан анархії після [[Альвазірійський переворот], вбивство Яхьї]], також доповнювалися прагненнями до возз'єднання з членами сім'ї, заохочення виїзду з боку сіоніській організацій, які грали на релігійних почуттях, обіцяючи, що їхній приїзд буде оплачуватися урядом Ізраїлю, і що їх матеріальні труднощі будуть компенсовані та за ними спостерігатиме єврейська держава, це означало, що Земля Ізраїлю була справжнім Ельдорадо, відчуття причетності до історії, що виконується, страх втратити можливість; почуття, що життя є небезпечним, через непевність проживання в ісламській державі, впевненість у Божому обранстві означало, що як люди, вони : все зіграли свою роль. ... Чисто релігійні, месіанські настрої теж мали свою роль, але загалом це було переосмислено в ході наступних років.

У 1950 році згідно записів щоденника Давіда Бен-Гуріона, єменські діти в ізраїльських поселеннях або в наметах, транзитних таборах вмирали, як мухи. Діти часто були відділені від своїх батьків з гігієнічних причин, або відвозились в лікарні для лікування, але часто батьки отримували лише повідомлення про смерть, інколи дізнавались із гучномовців, що їх діти померли. Згідно з деякими свідченнями, існувала підозра, що держава викрадала здорових єменських дітей для усиновлення, а потім повідомляла батьків, що вони померли.
Внаслідок цього через кілька десятиліть вибухнув скандал, в якому, за чутками, згадується викрадення понад 1000 дітей.

## Антиєврейський рух
Після того, як у 1947 році мусульманські бунтівники напали на єврейську громаду в Адені, загинуло принаймні 82 євреї (Аденські бунти) також вони знищили багато єврейських будинків та майна.

## Єврейська спільнота в Ємені після операції
У 1959 року ще 3000 євреї з Адену втекли до Ізраїлю, тоді як багато людей залишилося в країні.
Еміграція єменських євреїв продовжувалась ще доволі довго, і зупинилася тільки 1962 року, коли в Північному Ємені розпочалась Громадянська війна в Ємені), яка різко вплинула на подальшу еміграцію.
На кінець 2013 року в Ємені жило ще близько 250 євреїв

У 2008 році єврейська громада в Ріяді була шокована вбивством Море Хаїша аль-Нахарі. Його дружина та дев'ятеро дітей згодом емігрували до Ізраїлю.
Інші члени єврейської громади у той час отримували листи ненависті та погрози по телефону. Amnesty International написала уряду Ємену лист, настійно закликаючи країну захищати своїх єврейських громадян. Правозахисна організація зазначила, що вона «глибоко стурбована безпекою членів єврейської громади в північно-західному Ємені після вбивства одного члена спільноти та анонімних серйозних погроз для інших, щоб ті залишили Ємен або погрожували розправою». Під час Війни в Газі у 2008-2009 роках єврейські громади в Райдасі кілька разів зазнавали нападів.
Через деякий час єменським євреям, які виїхали з країни, було заборонено зворотній в'їзд до країни та навпаки, ускладнивши спілкування з цими громадами. Деякі мусульмани наймалися як «шліхіми» (емісари), щоб знайти решту євреїв, з метою перевозити їх до Адена. Мало що з цього вийшло.

## Критика
Естер Меїр-Гліценштайн критикував виконання операції. Він особливо критикував Американський єврейський розподільчий комітет та державу Ізраїль, які за його переконаннями покинули тисячі євреїв у пустелях на кордоні між Північним Єменем та мухафазою Аден. Також важливу роль відіграла не чітка позиція та корумпованість імамів Ємену, британської влади. Деяку негативну роль відіграло також Єврейське агентство. Дехто з 850 єменських євреїв помер на шляху до Ізраїлю або ще до вильоту з Ємену, а в громаді, які досягли Ізраїлю, рівень смертності серед дітей був дуже високий, але все ж нижчим, ніж у самому Ємені.